# Förstakammarvalet i Sverige 1902
Förstakammarvalet i Sverige 1902 var ett val i Sverige. Valet utfördes av landstingen och i de städer som inte hade något landsting utfördes valet av stadsfullmäktige. 1902 fanns det totalt 1 083 valmän, varav 1 056 deltog i valet.
I halva Jönköpings läns valkrets ägde valet rum den 7 januari. I Gävle stads valkrets ägde valet rum den 31 juli. I Kronobergs läns valkrets och Örebro läns valkrets ägde valet rum den 15 september. I Stockholms läns valkrets, Uppsala läns valkrets, Södermanlands läns valkrets, Östergötlands läns valkrets, andra halvan av Jönköpings läns valkrets, Göteborgs och Bohusläns valkrets, Älvsborgs läns valkrets, Värmlands läns valkrets och Jämtlands läns valkrets ägde valet rum den 16 september. I Västernorrlands läns valkrets och Norrbottens läns valkrets ägde valet rum den 17 september. I Stockholms stads valkrets ägde valet rum den 24 september. I Malmöhus läns valkrets ägde valet rum den 30 september och i Blekinge läns valkrets och Kopparbergs läns valkrets ägde valet rum den 1 oktober.

## Valresultat
| Parti  | Parti                     | Röster | Valda | Mandatfördelning | Mandatfördelning | Mandatfördelning |
| Parti  | Parti                     | Röster | Valda | FK 1902          | FK 1903          | +/-              |
| ------ | ------------------------- | ------ | ----- | ---------------- | ---------------- | ---------------- |
|        | Protektionistiska partiet | 763    | 18    | 99               | 102              | +3               |
|        | Minoritetspartiet         | 301    | 7     | 33               | 33               | +-0              |
|        | Partilösa                 | 153    | 4     | 18               | 15               | -3               |
|        | Övriga                    | 390    | 0     | 0                | 0                | +-0              |
| Totalt | Totalt                    | 1 607  | 29    | 150              | 150              | +-0              |

Det protektionistiska partiet behöll alltså egen majoritet.

## Invalda riksdagsmän
Stockholms stads valkrets:
- Wilhelm Walldén, min

Stockholms läns valkrets:
- Wilhelm Odelberg, prot
- Erik Gustaf Boström, prot

Uppsala läns valkrets:
- Gustaf Gilljam, prot

Södermanlands läns valkrets:
- Fredrik von Rosen

Östergötlands läns valkrets:
- Niklas Fosser, prot

Jönköpings läns valkrets:
- Arvid Lilliesköld, prot
- Axel Petri, prot

Kronobergs läns valkrets:
- Knut Posse, prot

Blekinge läns valkrets:
- Fredrik von Otter

Malmöhus läns valkrets
- Werner von Schwerin
- Pehr Liedberg, prot
- Per Lundsten, prot

Göteborgs och Bohusläns valkrets:
- Alexis Hammarström, prot
- Pontus Fahlbeck, prot

Älvsborgs läns valkrets:
- Leonard Grundberg, prot

Värmlands läns valkrets:
- Edvard Montgomery, min
- Fredrik Wester, prot
- Gottfried Olsén, prot

Örebro läns valkrets:
- Magnus Unger, prot

Kopparbergs läns valkrets:
- Hugo Blomberg, prot
- Lorents Petersson, prot

Gävle stads valkrets:
- John Rettig, min

Västernorrlands läns valkrets:
- Carl David Uppström, min
- Erik Hägglund, prot

Jämtlands läns valkrets:
- Hugo Tamm, min
- Olof Björklund, min

Västerbottens läns valkrets:
- Axel Cederberg, min
- Gustaf Edström

## Fotnoter
1. ↑  Siffrorna avser de sammanlagda röstetalen för de riksdagsledamöter som tillhörde respektive parti och valdes under detta år. Rösterna på kandidater som tillhörde partierna men inte vann ett riksdagsmandat har alltså sorterats in under "övriga". Röstetalen på valkretsnivå är hämtade från SCB och riksdagsledamöternas partitillhörigheter är baserade på uppgifter från bokserien Tvåkammarriksdagen 1867–1970.